# Onosma proponticum
Onosma proponticum är en strävbladig växtart som beskrevs av Georges Vincent Aznavour. 
Onosma proponticum ingår i släktet Onosma och familjen strävbladiga växter. Inga underarter finns listade i Catalogue of Life.